# Сыть разнородная
Сыть разнородная (лат. Cyperus difformis) — однолетнее травянистое растение; вид рода Сыть (Cyperus) семейства Осоковые (Cyperaceae).

## Распространение и экология
Ареал вида включает Австралию, Средиземноморье, практически всю Азию и Африку.
Растёт на рисовых полях и по болотистым местам.

## Ботаническое описание

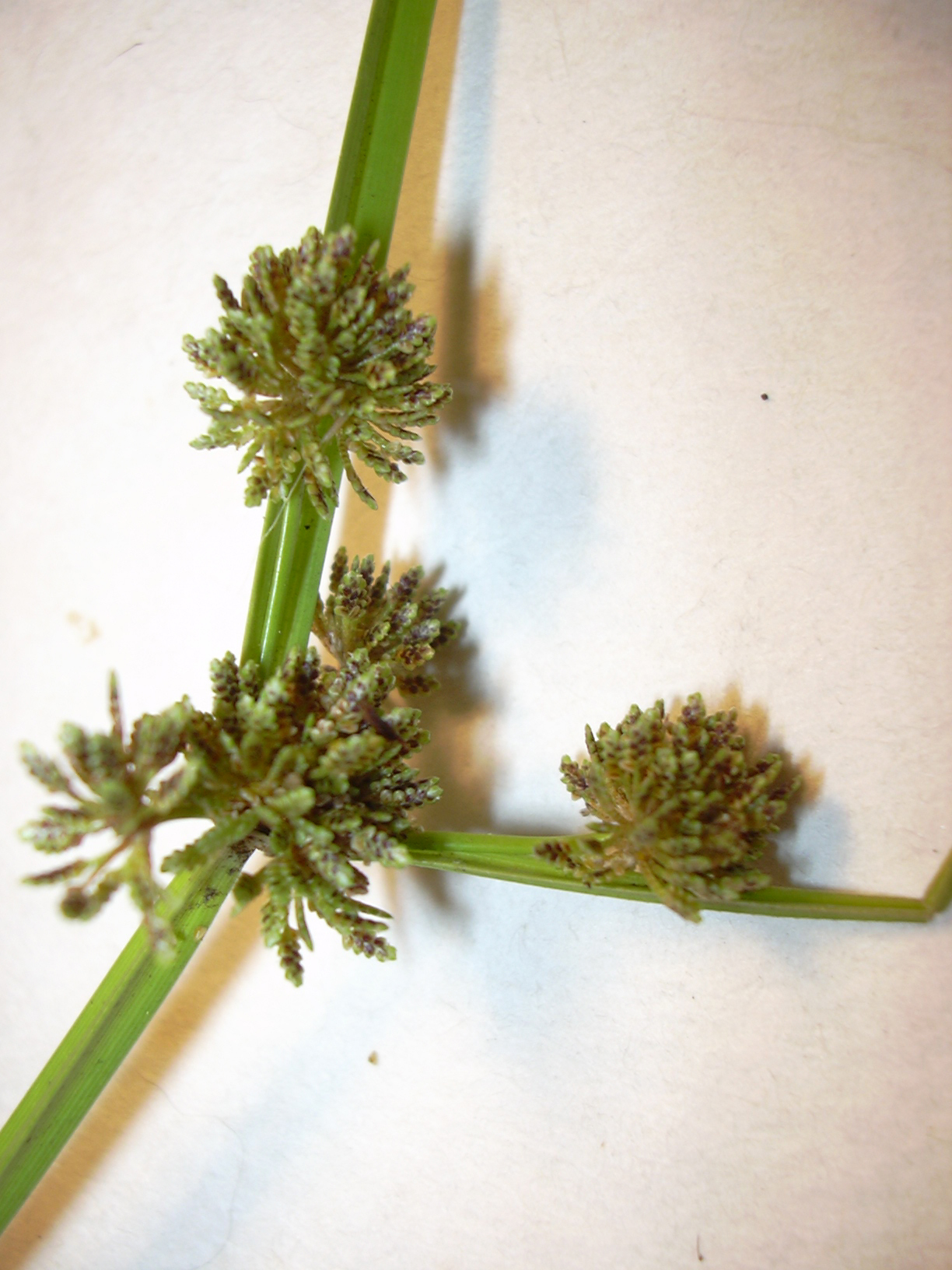
Соцветие

Стебли многочисленные, пучками, трёхгранные, 15—60 см высотой.
Листья плоские, линейные, обыкновенно короче стебля, реже длиннее, по краю более или менее шероховатые.
Соцветие зонтиковидное, состоящее из лучей неодинаковой длины, заканчивающихся пучками мелких колосков или иногда почти головчатое. При основании зонтика находятся 2—3 неравные прицветные листа. Колоски линейные, туповатые, буроватые или пёстрые. Кроющие чешуи красновато-бурые, округлые или обратнояйцевидные, по краям перепончатые, по килю зеленоватые.
Орешек яйцевидно-эллиптический, трёхгранный, гладкий, желтоватый, около 0,5 мм длиной.

## Таксономия
|  |                                      |  |                                                             |                                                             |                    |  | ещё 17 семейств (согласно Системе APG II) | ещё 17 семейств (согласно Системе APG II) |                      |  |  |  | около 600 видов |
|  |                                      |  |                                                             |                                                             |                    |  | ещё 17 семейств (согласно Системе APG II) | ещё 17 семейств (согласно Системе APG II) |                      |  |  |  | около 600 видов |
|  |                                      |  |                                                             | порядок Злакоцветные                                        |                    |  |                                           |                                           | род Сыть             |  |  |  |                 |
|  |                                      |  |                                                             | порядок Злакоцветные                                        |                    |  |                                           |                                           | род Сыть             |  |  |  |                 |
|  | отдел Цветковые, или Покрытосеменные |  |                                                             |                                                             | семейство Осоковые |  |                                           |                                           | вид Сыть разнородная |  |  |  |                 |
|  | отдел Цветковые, или Покрытосеменные |  |                                                             |                                                             | семейство Осоковые |  |                                           |                                           |                      |  |  |  |                 |
|  |                                      |  | ещё 44 порядка цветковых растений (согласно Системе APG II) | ещё 44 порядка цветковых растений (согласно Системе APG II) |                    |  |                                           | ещё до 120 родов                          | ещё до 120 родов     |  |  |  |                 |
|  |                                      |  |                                                             | ещё 44 порядка цветковых растений (согласно Системе APG II) |                    |  |                                           |                                           | ещё до 120 родов     |  |  |  |                 |